# Ньюли, Энтони
Энтони Джордж Ньюли (англ. Anthony George Newley; 24 сентября 1931, Лондон, Англия — 14 ноября 1999, Дженсен-Бич, Флорида) — британский киноактёр, певец, автор песен. Добился успеха как исполнитель рок-н-ролла, театральный и киноактёр.

## Биография
Ньюли родился в лондонском районе Хэкни, в котором проживал преимущественно рабочий класс, в семье Франсис Грейс Ньюли и Джорджа Кирби, который работал экспедитором. Он был евреем по материнской линии. Его родители, которые никогда не были официально женаты, расстались, когда он был мал, и он был воспитан матерью-одиночкой. Ньюли был эвакуирован во время авиационных бомбардировок люфтваффе Лондона, получивших название Лондонский блиц, и таким образом, попал под влияние исполнительного искусства, которое ему преподавал Джордж Пескуд (англ. George Pescud), бывший британским конферансье мюзик-холла.
Хотя его учителя в Лондоне признавали Ньюли очень ярким, он не был заинтересован обучением в школе, и в возрасте 14 года работал посыльным в страховой компании, тогда он и прочитал объявление в Daily Telegraph, «Срочно требуются актеры мальчики». Явившись на прослушивание к рекламодателям, в престижную Итальянскую академию театрального искусства, он обнаружил, что оплата обучения была слишком высока для его семьи. Тем не менее, после непродолжительного прослушивания, он был приглашен на работу в качестве посыльного, на заработную плату всего в 30 шиллингов (£ 1,50) в неделю, но также, это подразумевало бесплатное обучение в этой академии. Естественно, он был принят и это стало началом его карьеры. В один прекрасный день, подавая чай, он попался на глаза продюсеру Джеффри де Баркусу (англ. Geoffrey de Barkus), которые пригласил его на роль «Дасти» в детском сериале «Приключения Дасти Бейтса» (англ. «Adventures of Dusty Bates»).

## Дискография

### Синглы
- 1959 I've Waited So Long/ Sat'day Night Rock-A-Boogie (Decca F11127, reached #3 in UK)
- 1959 Idol On Parade/ Idol Rock-A-Boogie (Decca F11137)
- 1959 Personality/ My Blue Angel (Decca F11142, reached #6 in UK)
- 1959 Someone To Love/ It's All Over (Decca F11163)
- 1960 Why/ Anything You Wanna Do (Decca F11194, reached #1 in UK)
- 1960 Do You Mind/ Girls Were Made To Love And Kiss (Decca F11220, reached #1 in UK)
- 1960 If She Should Come To You/ Lifetime Of Happiness (Decca F11254, reached #6 in UK)
- 1960 Strawberry Fair / A Boy Without A Girl (Decca F11295, reached #3 in UK)
- 1961 And The Heavens Cried/ Lonely Boy And Pretty Girl (Decca F11331, reached #6 in UK)
- 1961 Pop Goes The Weasel / Bee Bom (Decca F11362, reached #12 in UK)
- 1961 What Kind of Fool Am I? / Once In A Lifetime (Decca F11376, reached #36 in UK)
- 1962 D-Darling/ I'll Walk Beside You (Decca F11419, reached #25 in UK)
- 1962 That Noise/ The Little Golden Clown (Decca F11486, reached #34 in UK)
- 1963 There's No Such Thing As Love/ She's Just Another Girl (Decca F11636)
- 1963 The Father Of Girls/ I Love Everything About You (Decca F11767)
- 1964 Tribute/ Lament To A Hero (Decca F11818)
- 1966 Why Can't You Try To Didgeridoo/ Is There A Way Back To Your Arms (RCA RCA1518; RCA 47-8785)
- 1966 Moogies Bloogies (recorded with Delia Derbyshire) [Unreleased Demo]
- 1967 Something In Your Smile/ I Think I Like You (RCA RCA1637)
- 1968 I'm All I Need/ When You Gotta Go (MCA MU1061)
- 1968 Sweet November (Warner Bros. Records 7174)

### Мини-альбомы
- 1959 "Idol On Parade" - I've Waited So Long/Idol Rock-a-boogie/Idol On Parade/Sat'day Night Rock-a-boogie (Decca DFE6566)
- 1960 "Tony's Hits" - Why/Anything You Wanna Do/Personality/My Blue Angel (Decca DFE6629, reached #6 in UK)
- 1960 "More Hits From Tony" - If She Should Come To You/Girls Were Made To Love And Kiss/Do You Mind/Lifetime Of Happiness (Decca DFE6655)
- 1961 "This Time The Dream's On Me" - Gone With The Wind/This Time The Dream's On Me/It's The Talk Of The Town/What's The Good About Goodbye? (Decca DFE6687 )

### Альбомы

#### Студийные альбомы
- 1955 "Cranks" (HMV CLP1082)
- 1960 "Love is a Now & Then Thing" (Decca LK4343; London LL3156)
- 1961 "Tony" (Decca LK4406; London PS244)
- 1964 "In My Solitude" (Decca LK4600, RCA Victor LSP2925 )
- 1965 "Who Can I Turn to?" (RCA Victor LSP3347 [Mono]; RCA Victor LSP3347 [Stereo])
- 1966 "Who Can I Turn to?" (RCA Victor 7737 [Mono]; RCA Victor 7737 [Stereo])
- 1966 "Newley Delivered" (Decca LK4654)
- 1966 "Newley Recorded" (RCA Victor RD7873; RCA Victor LSP3614)
- 1966 "The Genius of Anthony Newley" (London PS361)
- 1967 "Anthony Newley Sings Songs from Doctor Doolittle" (RCA Victor LSP3839)
- 1969 "The Romantic World of Anthony Newley" (Decca SPA45)
- 1970 "For You" (Bell Records 1101)
- 1971 "Pure Imagination" (MGM SE4781)
- 1972 "Ain't It Funny" (MGM/Verve MV5096)
- 1977 "The Singers and His Songs" (United Artists LA718-G)
- 1985 "Mr Personality" (Decca Tab 84)
- 1992 "Too Much Woman" (BBI (CD); GNP/Crescendo 2243)

#### Сборники
- 1962 This Is Tony Newley (London LL362)
- 1963 Peak Performances (London LL3283)
- 1969 The Best of Anthony Newley (RCA Victor LSP4163)
- 1990 Anthony Newley's Greatest Hits (Deram 820 694)
- 1990 Greatest Hits (Decca)
- 1995 The Best of Anthony Newley (GNP Crescendo)
- 1996 The Very Best of Anthony Newley (Carlton 30364 00122)
- 1997 The Very Best of Anthony Newley (Spectrum Music 552 090-2)
- 1997 Once in a Lifetime: The Collection (Razor & Tie RE 2145-2)
- 2000 A Wonderful Day Like Today (Camden)
- 2000 On a Wonderful Day Like Today: The Anthony Newley Collection (BMG 74321 752592)
- 2000 Decca Years 1959-1964 (Decca 466 918-2)
- 2001 Best of Anthony Newley (Decca)
- 2002 What Kind of Fool Am I? (Armoury)
- 2002 Remembering Anthony Newley: The Music, the Life, the Legend (Prism Leisure)
- 2003 Stop the World! (Blitz)
- 2004 Love Is a Now and Then Thing/In My Solitude (Vocalion)
- 2004 Pure Imagination/Ain't It Funny (Edsel)
- 2005 The Magic of Anthony Newley (Kala)
- 2006 Anthology (Universal/Spectrum)
- 2006 Anthony Newley Collection (Universal/Spectrum)
- 2006 Newley Delivered (Dutton Vocalion
- 2007 Best of Anthony Newley (Sony)
- 2007 Best of Anthony Newley (Camden)
- 2010 Newley Discovered (Stage Door Records)

## Фильмография
- Dusty Bates (1947)
- Оливер Твист (1948)
- Vice Versa (1948)
- A Boy, a Girl and a Bike (1949)
- Don't Ever Leave Me (1949)
- Vote for Huggett (1949)
- Highly Dangerous (1950)
- The Little Ballerina (1951)
- Those People Next Door (1952)
- Top of the Form (1953)
- The Blue Peter (1954)
- Up to His Neck (1954)
- Port Afrique (1954)
- Above Us the Waves (1955)
- The Cockleshell Heroes (1955)
- High Flight (1956)
- The Last Man to Hang? (1956)
- X the Unknown (1956)
- Port Afrique (1956) …. Pedro
- How to Murder a Rich Uncle (1957)
- Fire Down Below (1957)
- The Good Companions (1957)
- The Man Inside (1958)
- No Time to Die (1958)
- Сердце мужчины (1959)
- The Lady Is a Square (1959)
- Killers of Kilimanjaro (1959)
- The Bandit of Zhobe (1959)
- Idle on Parade (1959)
- In the Nick (1960)
- Let’s Get Married (1960)
- Jazz Boat (1960)
- The Small World of Sammy Lee (1963)
- Доктор Дулиттл (1967)
- Сладкий ноябрь (1968)
- Can Hieronymus Merkin Ever Forget Mercy Humppe and Find True Happiness? (1969)
- Summertree (1971) as director
- The Old Curiosity Shop (1975)
- It Seemed Like a Good Idea at the Time (1975)
- Alice in Wonderland/Alice Through the Looking Glass (1985)
- Малыши из мусорного бачка (1987)
- Coins in the Fountain (1990)
- Boris and Natasha: The Movie (1992)